# Bangla Academy

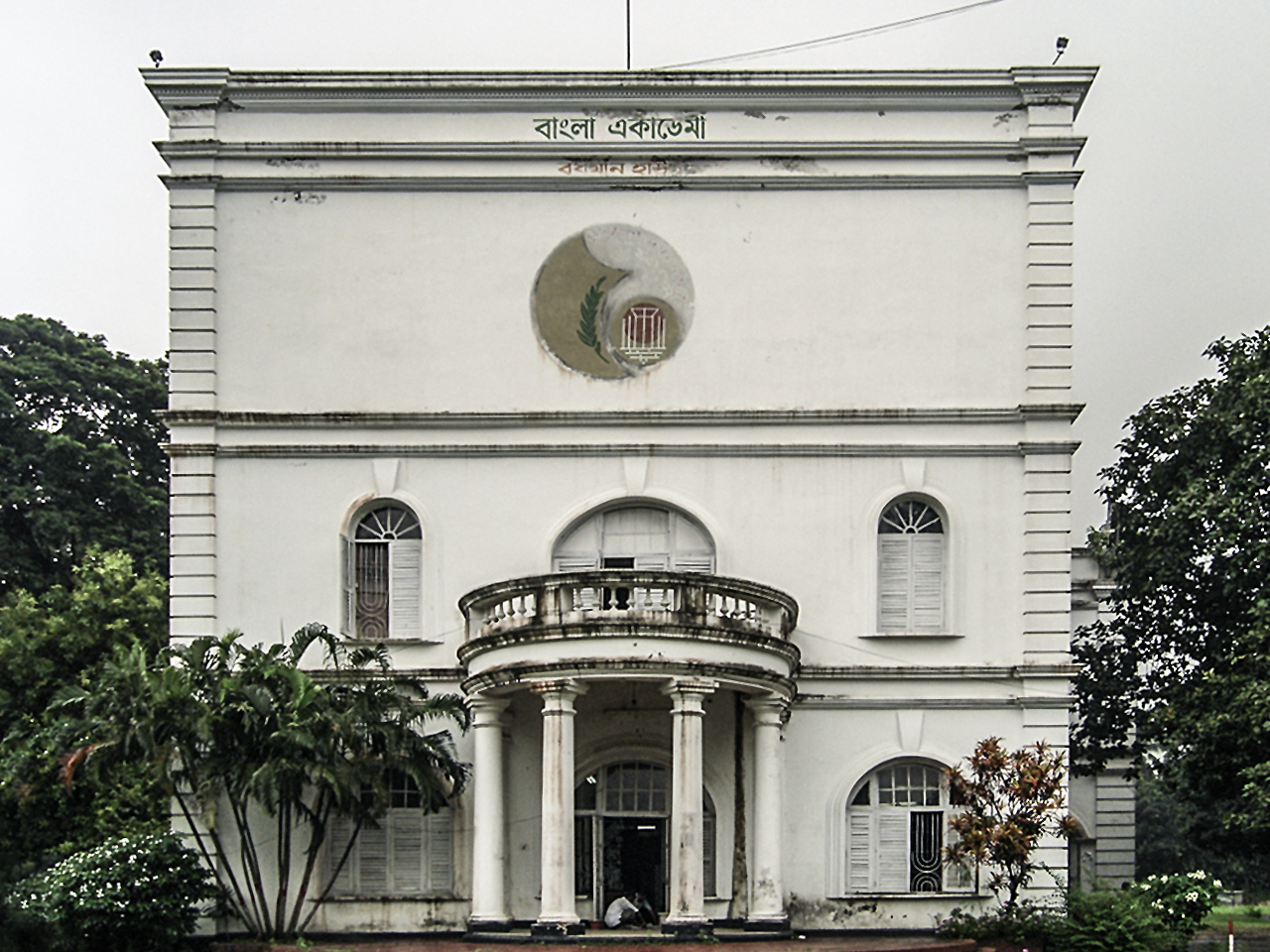
Das Burdwan Haus

Die Bangla Academy ist eine von der bangladeschischen Regierung geförderte Institution in Dhaka zur Erforschung und Förderung der bengalischen Sprache, Literatur und Kultur. Sie wurde am 3. Dezember 1955 im Burdwan Haus auf dem Geländer der University of Dhaka gegründet, wo sie auch heute noch ihren Sitz hat. Strukturen und Funktionen wurden nach dem Vorbild der Académie française entwickelt.

## Geschichte
Die Gründung der Bangla Academy ist eng mit der bengalischen Sprachbewegung verknüpft. Erste Forderungen nach der Gründung einer Institution zur Pflege der bengalischen Sprache führten 1952 zu Bemühungen der University of Dhaka eine Entsprechende Organisation zu gründen, die allerdings scheiterten. Schließlich kam es im Dezember 1955 zur Einweihung der Bangla Academy durch Abu Hussain Sarkar, den damaligen Chief Minister von Ostpakistan. Dies wird als wichtiger Schritt auf dem Weg der Anerkennung der Bengalischen Sprache als Muttersprache der meisten Menschen auf dem Gebiet des heutigen Bangladesch gesehen.
Ursprünglich war die Bangla Academy eine direkte Regierungsorganisation unter der Leitung eines Komitees. 1957 wurde sie in eine unabhängige Institution umgewandelt, die von der Regierung finanziert wird. Der Einfluss der Regierung war dennoch in der Zeit der pakistanischen Herrschaft groß.
Die Bangla Academy wurde ursprünglich mit fünf Abteilungen geführt: Forschung, Übersetzungen, Sammlungen, Veröffentlichungen und Bibliothek. Nach 1970 kamen die Abteilungen Lehrbücher und Folkloristik dazu.
Die Bangla Academy ist heute unter anderem der größte Herausgeber des Landes. Bis Juli 2000 erschienen mehr als 4000 Bücher und Zeitschriften in der Bangla Academy.

## Herausgeberschaft
Die Bangla Academy ist vor allem durch die Herausgabe von Wörterbüchern des Bengalischen bekannt. So erschienen in der Bangla Academy unter anderem das Standard Bengali Dictionary, ein Wörterbuch der regionalen Dialekte des Bengalischen (Ancholik Bhashar Obhidhan) und der dreibändige Evolutionary Dictionary of Bengali language. Ebenso sind die Herausgabe von Sammlungen folkloristischer Werke, vor allem Sammlungen von Volkserzählungen, erwähnenswert. Für sie wurde die Bangla Academy 2017 mit dem Shadhinata Padak ausgezeichnet, dem höchsten zivilen Verdienstorden des Landes. Die Bangla Academy übersetzt darüber hinaus bedeutende fremdsprachige Werke ins Bengalische, darunter z. B. Also sprach Zarathustra von Friedrich Nietzsche.

## Preise
Seit 1960 verleiht die Bangla Academy jährlich Literaturpreise. Der Bangla Academy literary award gilt als der wichtigste Literaturpreis des Landes und wurde unter anderem an Farrukh Ahmad, Abul Mansur Ahmed, Abul Hashem Khan und Khan Muhammad Mainuddin verliehen. Mit der Zeit fügte die Bangla Academy diesem Preis noch weiter Preise hinzu, alle wurden nach berühmten Schriftstellern benannt, z. B. der Rabindra Award, der Syed Waliullah Award, der Sadat Ali Akhand Shahitya Purashkar und der Mazharul Islam Poetry Award.

## Messe

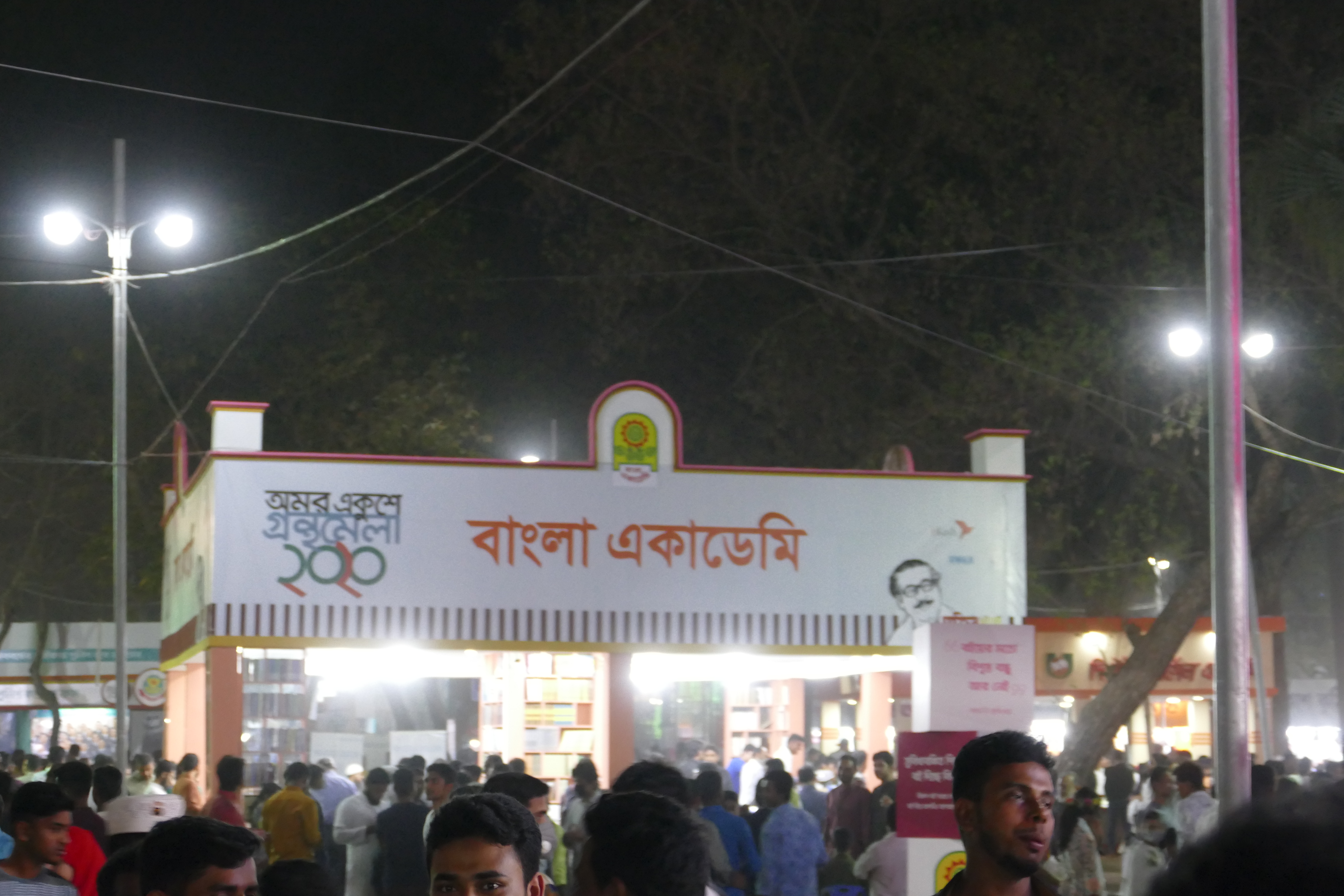
Verkaufsstand der Bangla Academy auf der Ekushey Boi Mela 2020

Die Bangla Academy veranstaltet seit 1978 jährlich eine einen Monat laufende Buchmesse, die Ekushey Boi Mela. Sie ist den Märtyrern der bengalischen Sprachbewegung gewidmet und gilt als größtes literarisches Event in Bangladesch.